# Myra Hess
Myra Hess, född 25 februari 1890, död 25 november 1965, var en brittisk pianist.
Myra Hess studerade bland annat för Tobias Matthay vid Royal Academy of Music, debuterade 1907 i Queen's Hall med Beethovens G dur-konsert och vann efterhand erkännande som en av sin tids främsta pianister. Hess konserterade i Förenta staterna, Kanada och de flesta europeiska länder och gästade även Stockholm och den svenska radion.